# Televisión Formosa
Televisión Formosa (FTV) es un canal de televisión con sede en New Taipei City, Taiwán. Creada el 27 de marzo de 1996, FTV comenzó a emitir el 11 de junio de 1997.
El 24 de mayo de 2004, FTV fue uno de los primeros canales en abierto de Taiwán en pasar de la señal analógica terrestre a la televisión digital.